# Сніжнянська міська рада
Сніжня́нська міська́ ра́да — орган місцевого самоврядування Сніжнянської міської громади у Горлівському районі Донецькій області. До 2020 року існував як адміністративно-територіальна одиниця із центром у місті обласного значення Сніжне.

## Адміністративно-територіальна одиниця (до 2020 року)
- Територія ради: 189 км²
- Населення ради: 69926 осіб (станом на 1 лютого 2014 року)

Сніжнянській міськраді підпорядкувалося 1 місто, 10 смт (5 селищних рад) і 3 селища.
Сніжнянська міська рада — 82 609 осіб (за переписом 2001 року):
- м. Сніжне — 58496 осіб
- Андріївська селищна рада — 2 331 осіб
  - смт Андріївка — 2331 осіб
- Гірницька селищна рада — 2982 осіб
  - смт Гірницьке — 1266 осіб
  - смт Бражине — 354 осіб
  - смт Лиманчук — 954 осіб
  - смт Никифорове — 408 осіб
- Залісненська селищна рада — 2 637 осіб
  - смт Залісне — 2637 осіб
- Первомайська селищна рада — 4 288 осіб
  - смт Первомайський — 3035 осіб
  - смт Первомайське — 626 осіб
  - смт Побєда — 554 осіб
  - с-ще Балка — 73 осіб
- Сєверна селищна рада — 11 875 осіб
  - смт Сєверне — 11076 осіб
  - с-ще Молчалине — 509 осіб
  - с-ще Сухівське — 290 осіб

## Склад ради
Рада складається з 38 депутатів та голови.
- Голова ради:
- Секретар ради: Петрухіна Олена Миколаївна

### Керівний склад попередніх скликань
| ПІБ                             | Основні відомості                                               | Дата обрання | Дата звільнення |
| ------------------------------- | --------------------------------------------------------------- | ------------ | --------------- |
| Чепурной Валентин Семенович     | Міський голова, 1954 року народження, член Партії регіонів      | 26.03.2006   | 31.10.2010      |
| Доронін Олександр Олександрович | Міський голова, 1954 року народження, освіта вища, безпартійний | 31.10.2010   | 31.12.2013      |

Примітка: таблиця складена за даними джерела

### Депутати
За результатами місцевих виборів 2010 року депутатами ради стали:

#### За суб'єктами висування
| Суб'єкт висування                 | Кількість обраних депутатів | %    |
| --------------------------------- | --------------------------- | ---- |
| Партія регіонів                   | 28                          | 73,7 |
| Народна партія                    | 5                           | 13,2 |
| Комуністична партія України       | 2                           | 5,3  |
| Політична партія «Сильна Україна» | 2                           | 5,3  |
| Соціалістична партія України      | 1                           | 2,6  |

#### За округами
| № округу                          | Прізвище, ім'я, по батькові       | Дата визнання обраним | Освіта                    | Партійна приналежність                  | Відомості про обраного депутата                                                            |
| --------------------------------- | --------------------------------- | --------------------- | ------------------------- | --------------------------------------- | ------------------------------------------------------------------------------------------ |
| Комуністична партія України       |                                   |                       |                           |                                         |                                                                                            |
| б/м                               | Герасимов Юрій Іванович           | 03.11.2010            | Освіта вища               | член Комуністичної партії України       | пенсіонер                                                                                  |
| б/м                               | Гололобов Валентин Іванович       | 03.11.2010            | Освіта вища               | член Комуністичної партії України       | пенсіонер                                                                                  |
| Народна Партія                    |                                   |                       |                           |                                         |                                                                                            |
| б/м                               | Рибачонок Віктор Петрович         | 03.11.2010            | Освіта вища               | позапартійний                           | Сніжнянський МВ УМВС України у Донецькій обл., заступник начальника                        |
| б/м                               | Ченський Володимир Сергійович     | 03.11.2010            | Освіта вища               | член Народної партії                    | ДП «Світло», директор                                                                      |
| б/м                               | Кінаш Тетяна Павлівна             | 03.11.2010            | Освіта вища               | член Народної партії                    | Сніжнянська міська санітарно- епідеміологічна станція, головний бухгалтер                  |
| б/м                               | Стукалов Анатолій Петрович        | 03.11.2010            | Освіта вища               | член Народної партії                    | Сніжнянське АТП 11485, старший механік                                                     |
| 10                                | Доронін Володимир Олександрович   | 04.11.2010            | Освіта вища               | член Народної партії                    | філія № 4 АТЗТ «Агроспецмонтаж», інженер                                                   |
| Партія регіонів                   |                                   |                       |                           |                                         |                                                                                            |
| б/м                               | Чепурной Валентин Семенович       | 03.11.2010            | Освіта вища               | член Партії регіонів                    | Сніжнянська міська рада, міський голова                                                    |
| б/м                               | Орєхов Олександр Володимирович    | 03.11.2010            | Освіта вища               | член Партії регіонів                    | приватний підприємець                                                                      |
| б/м                               | Романенко Людмила Миколаївна      | 03.11.2010            | Освіта вища               | член Партії регіонів                    | Управління труда та соціального захисту населення у м. Сніжне, начальник                   |
| б/м                               | Петрухіна Олена Миколаївна        | 03.11.2010            | Освіта вища               | член Партії регіонів                    | Сніжнянська міська рада, заступник міського голови                                         |
| б/м                               | Анастасов Віктор Володимирович    | 03.11.2010            | Освіта вища               | член Партії регіонів                    | ТОВ Торговий Град «Віктор і Я», директор                                                   |
| б/м                               | Бойченко Віталій Вікторович       | 03.11.2010            | Освіта вища               | член Партії регіонів                    | Приватне підприємство Бойченко, директор                                                   |
| б/м                               | Мітін Олександр Володимирович     | 03.11.2010            | Освіта вища               | член Партії регіонів                    | Сніжнянський машинобудівний завод ВАТ «Мотор Січ», заступник директора                     |
| б/м                               | Ломакіна Любов Володимирівна      | 03.11.2010            | Освіта вища               | член Партії регіонів                    | ТОВ «Рутекс», начальник                                                                    |
| б/м                               | Химченко Сергій Вікторович        | 03.11.2010            | Освіта вища               | член Партії регіонів                    | Сніжнянська міська рада, заступник міського голови                                         |
| б/м                               | Ілюхін Олег В'ячеславович         | 03.11.2010            | Освіта вища               | член Партії регіонів                    | ТОВ «Юніонвуглегазодобича», керуючий                                                       |
| б/м                               | Васильєв Дмитро Вікторович        | 03.11.2010            | Освіта вища               | член Партії регіонів                    | загальноосвітня школа І-ІІ ст. № 7, вчитель                                                |
| 1                                 | Івасюк Олег Володимирович         | 04.11.2010            | Освіта вища               | член Партії регіонів                    | ДП «Сніжнеантрацит», генеральний директор                                                  |
| 2                                 | Галаган-Григораш Неля Михайлівна  | 04.11.2010            | Освіта вища               | позапартійна                            | міська рада профспілки робітників освіти, голова                                           |
| 4                                 | Попов Олег Костянтинович          | 04.11.2010            | Освіта вища               | член Партії регіонів                    | Сніжнянський психоневрологічний інтернат, директор                                         |
| 5                                 | Кисельова Тетяна Пилипівна        | 04.11.2010            | Освіта вища               | член Партії регіонів                    | загальноосвітня школа № 7, директор                                                        |
| 6                                 | Габайдулін Галіммула Галімзанович | 04.11.2010            | Освіта середня            | член Партії регіонів                    | Сніжнянський машинобудівний завод ВАТ «Мотор Січ», кабельник-спайник                       |
| 7                                 | Гордєєв Анатолій Миколайович      | 04.11.2010            | Освіта вища               | член Партії регіонів                    | Сніжнянський машинобудівний завод ВАТ «Мотор Січ», заступник директора з кадрів та режиму  |
| 8                                 | Курянський Михайло Васильович     | 04.11.2010            | Освіта вища               | член Партії регіонів                    | ВАТ швейна фабрика"Сніжинка", директор                                                     |
| 9                                 | Чумичкін Сергій Олександрович     | 30.04.2012            | Освіта вища               | член Партії регіонів                    | Міська лікарня № 2, головний лікар                                                         |
| 11                                | Васильченко Вікторія Леонідівна   | 04.11.2010            | Освіта вища               | член Партії регіонів                    | міський будинок творчості учнів та молоді, директор                                        |
| 12                                | Стефанов Дмитро Миколайович       | 04.11.2010            | Освіта вища               | член Партії регіонів                    | Комунальне підприємство «Сніжнеміськспецтранс», заступник директора                        |
| 13                                | Мороз Людмила Дмитрівна           | 04.11.2010            | Освіта вища               | член Партії регіонів                    | Управління пенсійного фонду України в м. Сніжне, начальник                                 |
| 14                                | Бабан Ольга Олександрівна         | 04.11.2010            | Освіта вища               | член Партії регіонів                    | приватний підприємець                                                                      |
| 15                                | Матяш Микола Васильович           | 04.11.2010            | Освіта середня спеціальна | позапартійний                           | Профспілковий комітет ш. «Ударник», голова                                                 |
| 16                                | Богданов Шаміль Шекурович         | 04.11.2010            | Освіта середня спеціальна | член Партії регіонів                    | спорткомплекс «Бодрість» виробничого підприємства ш. «Ударник» ДП «Сніжнеантрацит», тренер |
| 17                                | Малов Веніамін Володимирович      | 04.11.2010            | Освіта вища               | член Партії регіонів                    | ТО ш. «Ударник» ДП «Сніжнеантрацит», начальник                                             |
| 18                                | Семенченко Олег Михайлович        | 04.11.2010            | Освіта середня спеціальна | член Партії регіонів                    | приватний підприємець                                                                      |
| 19                                | Пономарцов Олександр Юрійович     | 04.11.2010            | Освіта вища               | член Партії регіонів                    | Донецький прикордонний загін Державної прикордонної служби України, військовослужбовець    |
| Політична партія «Сильна Україна» |                                   |                       |                           |                                         |                                                                                            |
| б/м                               | Дегтярьов В'ячеслав Олексійович   | 03.11.2010            | Освіта вища               | член Політичної партії «Сильна Україна» | Приватне підприємство «Авто-Експрес», директор                                             |
| б/м                               | Моргунов Сергій Олексійович       | 03.11.2010            | Освіта вища               | член Політичної партії «Сильна Україна» | приватний підприємець                                                                      |
| Соціалістична партія України      |                                   |                       |                           |                                         |                                                                                            |
| 3                                 | Штойко Сергій Анатолійович        | 04.11.2010            | Освіта вища               | член Соціалістичної партії України      | санаторій профілакторій «Зоря» ДП «Сніжнеантрацит», головний лікар                         |

## Населення
За даними перепису 2001 року населення Сніжнянської міської ради становило 83046 осіб, із них 15,25 % зазначили рідною мову українську, 83,61 %— російську, 0,08 %— вірменську та білоруську, 0,02 %— молдовську, 0,01 %— циганську та грецьку, а також німецьку, угорську, польську, болгарську та гагаузьку мови